# Alfredo de la Fé
Alfredo de la Fé (* 6. Februar 1954 in Havanna, Kuba) ist ein in New York City lebender Geigenspieler kubanischer Abstammung. Durch sein künstlerisches Wirken wurde die Geige in vielen Salsa- und Latin-Jazz-Gruppen als Bestandteil mit aufgenommen. Alfredo de la Fé trat als Solo-Geigenspieler in großen Salsaorquestern auf und war auf über 30 Tourneen weltweit live zu sehen. Im Laufe seiner Karriere spielte er mit Eddie Palmieri (Sabiduría, 2017), Tito Puente, Celia Cruz, José Alberto „El Canario“, Cheo Feliciano, The Fania All-Stars und Santana zusammen auf. Sein zweites Album 1979 erhielt eine Grammy-Nominierung als „Best Latin album“.

## Werdegang
Der Vater von Alfredo de la Fé war Operntenor in Havanna. 1962 begann Alfredo de la Fé ein Geigenstudium am Amadeo-Roldán-Konservatorium in Havanna. Später machte er eine weitere musikalische Ausbildung in Warschau, Polen. Mit dem Metropolitan Opera Orchestra führte er Mendelssohn- und Tschaikowsky-Kompositionen in der New Yorker Carnegie Hall auf. 1972 änderte er seine Stilrichtung von klassischer Musik zum Salsa und wurde Bandmitglied in Eddie Palmieri's Orchestra. Danach zog er nach San Francisco um und hatte ein kurzfristiges Engagement mit Carlos Santana. 1980 unterschrieb de la Fé einen Plattenvertrag bei Sars All Stars und produzierte 32 Alben mit diesem Label. 1981 wurde er musikalischer Direktor von Tito Puente's Latin Percussion Jazz Ensemble. 1982 begann er eine Solokarriere und zog nach Kolumbien um, wo er die Alben „Made in Colombia“, „Dancing in the Tropics“ und „Alfredo De La Fé Vallenato“ produzierte. 1989 unterschrieb Alfredo de la Fé bei Discos Fuente, einer renommierten kolumbianischen Plattenfirma, bis er 1997 zu Sony Music wechselte.

## Diskografie (Auswahl)
- Salsa Passion
- Caribe Atomico (1989)
- Triunfo (1992)
- Latitudes (2000)
- Hard Salsa Coast to Coast (2002)
- La Llave de Oro (2006)